# Sushan
Sushan (kinesiska: 苏山, 苏山街道) är en socken i Kina. Den ligger i prefekturen Xuzhou Shi och provinsen Jiangsu, i den östra delen av landet, omkring 290 kilometer nordväst om provinshuvudstaden Nanjing. Antalet invånare är 17533. Befolkningen består av 8 654 kvinnor och 8 879 män. Barn under 15 år utgör 16,0 %, vuxna 15-64 år 75 %, och äldre över 65 år 7,0 %.
Genomsnittlig årsnederbörd är 961 millimeter. Den regnigaste månaden är juli, med i genomsnitt 205 mm nederbörd, och den torraste är januari, med 12 mm nederbörd.